# Magdeburger Succurs
Magdeburger Succurs, auch als Sukkurs von Magdeburg bezeichnet, war eine Schanze in der Kreuzhorst bei Magdeburg während des Dreißigjährigen Kriegs.

## Lage
Die Schanze lag auf einer Wiese in der Kreuzhorst in der Nähe der Dornburger Alten Elbe. Im 20. Jahrhundert wurde beschrieben, dass sich die Stelle dort befand, wo zu diesem Zeitpunkt ein Weg über eine kleine Anhöhe führte. In der Schanze befand sich ein aus starken Eichenstämmen zusammengefügtes Wachhaus. Die Besatzung umfasste einen Offizier und 18 Mann.

## Geschichte
Im Vorfeld der Belagerung der Stadt Magdeburg durch kaiserlich/katholische Truppen im Jahr 1631 legten Magdeburger Truppen auf Befehl des schwedischen Kommandanten Dietrich von Falkenberg im Umfeld der Stadt mehrere Schanzen an. Darunter auch drei Schanzen im Bereich des südöstlich der Stadt gelegenen und durch die Elbe von der Stadt getrennten Waldgebiets Kreuzhorst. Die am besten ausgebaute Schanze dieser drei Befestigungen war der Magdeburger Succurs. Etwas weiter nördlich befand sich Trutz Tilly, östlich von Pechau lag Trutz Pappenheim. Zweck der Schanzen war die Sicherung des Schiffsverkehrs auf der Elbe und des Verkehrs auf dem Weg aus dem Kurfürstentum Sachsen auf dem Weg über Gommern vor feindlichen Streifen. Dies gelang auch zunächst. Ein erster Angriff kaiserlicher Truppen kurz nach der Fertigstellung konnte zurückgeschlagen werden. Mit dem Eintreffen der kaiserlichen Hauptstreitmacht Ende März 1631 veränderte sich aber die Situation der sehr weit vor der Stadt gelegenen Schanzen stark.
Ab dem 30. März/9. April 1631 unternahmen dann Truppen Pappenheims Angriffe gegen die Schanzen, wobei zunächst Trutz Pappenheim fiel. Das Regiment Savelli griff den Magdeburger Succurs an. Kommandant der Verteidiger war Leutnant Berwitz. Drei Angriffe scheiterten an der heftigen Gegenwehr der Verteidiger. Beim vierten Angriff gelang es den Angreifern die Schanze einzunehmen, wobei sich die Verteidiger jedoch in das Wachhaus zurückzogen. Die kaiserlichen Truppen legten daraufhin Feuer und konnten in einem fünften Angriff den restlichen Widerstand brechen. Dem Magdeburger Kommandant war durch eine Drahtkugel der rechte Arm durchschossen worden. Die Besatzung bat auf Knien um ihr Leben. Der selbst vor Ort anwesende Tilly schenkte dem Leutnant das Leben, die Besatzung wurde jedoch erschlagen. Nach anderen Angaben blieb, anders als bei Trutz Pappenheim und dem später kampflos eingenommenen Trutz Tilly, die Besatzung des Magdeburger Succurs am Leben.
Die Kämpfe bildeten den Auftakt zur weitgehenden Zerstörung der Stadt Magdeburg durch kaiserlich/katholische Truppen am 10. Mai 1631.